# Gisela Osterhold
Gisela Osterhold (* 1. Januar 1950 in Karlsruhe; † 1. März 2017) war eine deutsche Psychologin und Organisationsberaterin.

## Werdegang
Gisela Osterhold wuchs in Karlsruhe auf und absolvierte dort eine Ausbildung zur Kauffrau. Sie studierte Betriebswirtschaftslehre, später Sozialpädagogik, Pädagogik und Psychologie in Darmstadt.
Nach ihrem Studium lernte sie Familientherapie in Deutschland und in den USA und Systemische Therapie sowie Systemwissenschaft in der Schweiz. Gisela Osterhold war Lehrbeauftragte an der Evangelischen Hochschule Darmstadt. Sie war ebenfalls 10 Jahre lang Lehrtherapeutin am IF Weinheim. und Supervisorin in freier Praxis. Gemeinsam mit Gerhard Lenz und Heiner Ellebracht führte sie von 1985 bis 1991 eine Praxis für Familientherapie in Heidelberg, gründete 1989 mit ihnen das europäische Netzwerk Eurosysteam und 1991 die systemische Organisations- und Unternehmensberatung Eurosysteam.
Gisela Osterholds Tätigkeitsschwerpunkte lagen in der Ausbildung von Führungskräften, im Coaching, Managementberatung, im Veränderungsmanagement sowie in Strategieentwicklung, Führung und Selbstorganisation.

## Schriften
- mit Gerhard Lenz u. Heiner Ellebracht: Vom Chef zum Coach – der Weg zu einer neuen Führungskultur, Gabler Wiesbaden 1998, ISBN 978-3409189958
- mit Gerhard Lenz u. Heiner Ellebracht: Erstarrte Beziehungen – heilendes Chaos. Einführung in die systemische Paartherapie und -beratung, Herder Freiburg, 2000, ISBN 3-451-04876-0
- Veränderungsmanagement. Wege zum langfristigen Unternehmenserfolg (2.) Gabler Wiesbaden 2002, ISBN 3-409-28877-5
- mit Gerhard Lenz u. Heiner Ellebracht / Haja Molter: Wenn ich wollte, könnte ich. Systemische Praxis – Erfahrungen und mögliche Beschreibungen, in: Haja Molter, Gisela Osterhold (Hrsg.): Systemische Suchttherapie. Entstehung und Behandlung von Sucht und Abhängigkeit im sozialen Kontext (2.), Asanger Heidelberg, 2003, ISBN 978-3893343997, 187–201.
- mit Susanne T. Hansen: Karriere ab 45. Und jetzt erst recht: Start zum beruflichen Aufbruch, Gabler Wiesbaden 2003, ISBN 3-409-12206-0
- mit Gerhard Lenz u. Heiner Ellebracht: Coaching als Führungsprinzip. Persönlichkeit und Performance entwickeln, Gabler Wiesbaden 2007, ISBN 978-3-8349-0522-2
- mit Heiner Ellebracht u. Gerhard Lenz: Systemische Organisations- und Unternehmensberatung. Praxishandbuch für Berater und Führungskräfte (4.), Gabler Wiesbaden 2011, ISBN 978-3-8349-2839-9